# Xian de Yijun
Le xian de Yijun (宜君县 ; pinyin : Yíjūn Xiàn) est un district administratif de la province du Shaanxi en Chine. Il est placé sous la juridiction de la ville-préfecture de Tongchuan.

## Démographie
La population du district était de 92 133 habitants en 1999.